# Northlake, South Carolina
Northlake är en så kallad census-designated place i Anderson County i South Carolina. Vid 2010 års folkräkning hade Northlake 3 745 invånare.